# Cycloneura abberans
Cycloneura abberans är en tvåvingeart som beskrevs av Tonnoir och Edwards 1927. Cycloneura abberans ingår i släktet Cycloneura och familjen svampmyggor. Inga underarter finns listade i Catalogue of Life.